# Monochamus convexicollis
Monochamus convexicollis är en skalbaggsart som beskrevs av J. Linsley Gressitt 1942. Monochamus convexicollis ingår i släktet Monochamus och familjen långhorningar. Inga underarter finns listade i Catalogue of Life.